# Тофт, Джерри
Джеральд Хьюз (Джерри) Тофт (англ. Gerald Hughes (Gerry) Toft; 1925, Ипох — 2017, Букингем, Юго-Восточная Англия) — малайский хоккеист на траве, полузащитник. Участник летних Олимпийских игр 1956 года.

## Биография
Джерри Тофт родился в 1925 году в городе Ипох в Малайской Федерации (сейчас в Малайзии). Его родители были англичанами.
В 1942 году во время вторжения японских войск в Малайю опоздал на корабль, который эвакуировал людей, в том числе его семью, в Британскую Индию, и оказался разлучённым с ней.
Во время Второй мировой войны жил в приюте. После этого поступил на службу в полицию, служил в ней во время введённого британскими властями чрезвычайного положения в ходе войны в Малайе.
Играл в хоккей на траве за Селангор.
В 1956 году вошёл в состав сборной Малайи на летних Олимпийских играх в Мельбурне, занявшей 9-е место. Играл на позиции левого полузащитника, провёл (по имеющимся данным) 2 матча, мячей не забивал.
Участие в Олимпиаде помогло Тофту воссоединиться с семьёй. На матч группового этапа между сборными Малайи и Великобритании случайно попал Тед, муж его сестры Лили, которая опекала Джерри после смерти родителей, а затем поселилась в Мельбурне. Он случайно нашёл имя Тофта в программе к матчу. Когда команды вышли на матч, Тед выбежал на поле, и они с Джерри радостно поприветствовали друг друга.
Умер в 2017 году в британском городе Бакингем.